# جون هند
جون هند (بالإنجليزية: John Hind)‏ هو سياسي بريطاني، ولد في 19 يونيو 1945 في واتفورد في المملكة المتحدة.

## مناصب
- انتخب أسقف.
- انتخب Bishop in Europe [الإنجليزية]‏ (1993 – 2001).
- انتخب Bishop of Horsham [الإنجليزية]‏ (1991 – 1993).
- انتخب أسقف تشستر (2001 – 2012).